# Alberdaheerd

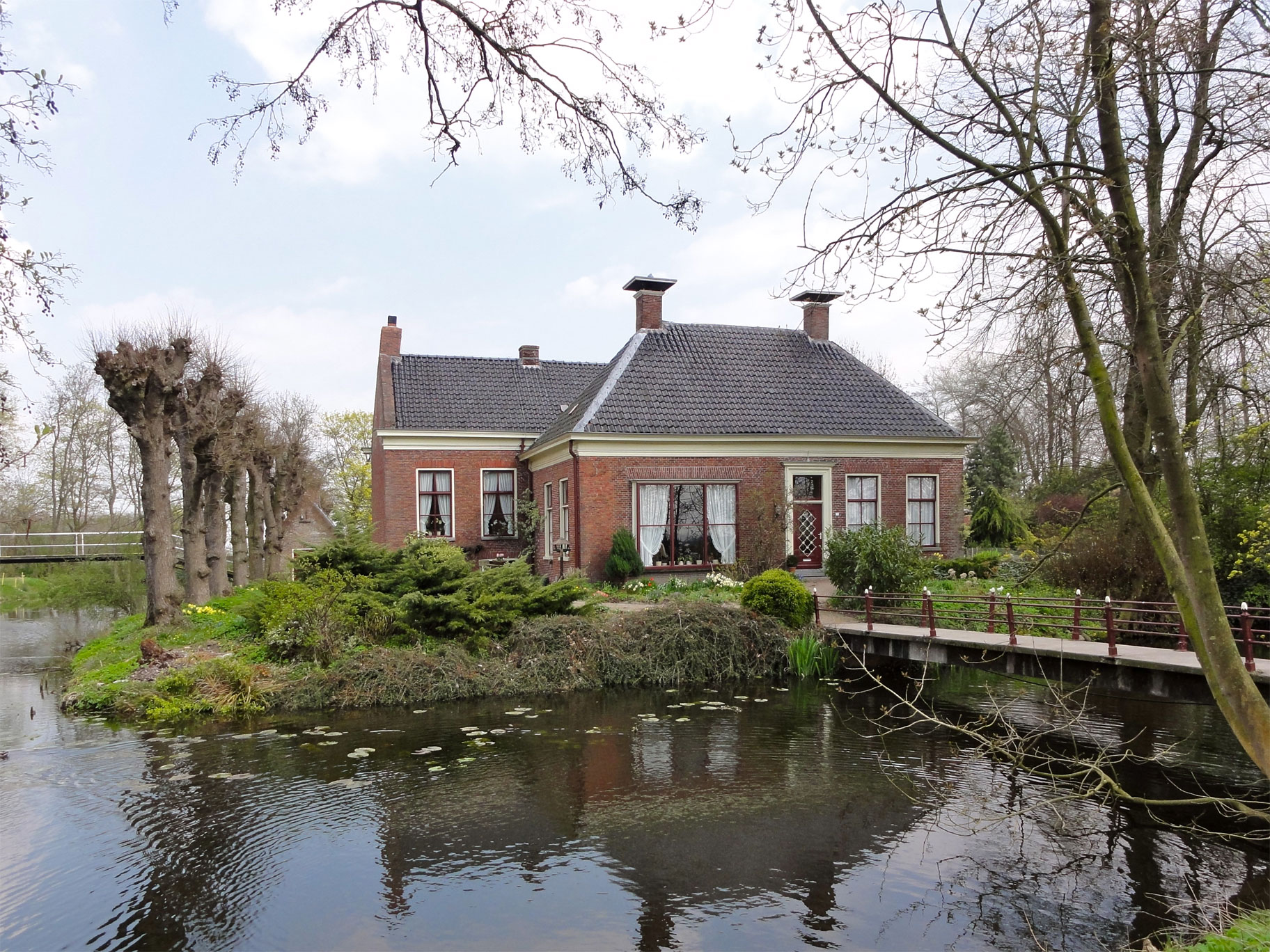
De voorzijde van de Alberdaheerd anno 2011

De Alberdaheerd is een monumentale boerderij, gelegen op het voormalige borgterrein van de borg Alberda ten zuidoosten van 't Zandt in de Nederlandse provincie Groningen.

## Beschrijving
De Alberdaheerd is gelegen op een dubbel omgracht terrein. Tot in de 18e eeuw was er sprake van de borg Alberda, daarna wordt de boerderij aangeduid als de Alberdaheerd. De Alberdaheerd was vanaf de 15e eeuw tot 1707 in het bezit van leden van de familie Alberda, daarna kwam het in het bezit van Roelof Steenhuis. Vanaf 1811 waren leden van de familie Cleveringa eigenaar van de Alberdaheerd. Volgens een gevelsteen in de schuur is deze gebouwd of verbouwd in 1763. De heerd zelf werd in 1854 ingrijpend verbouwd. In 1971 kreeg de boerderij een nieuwe eigenaar, die er onder meer een kwekerij voor koikarpers vestigde. In 2008 kreeg de Alberdaheerd de Teenstraprijs van de Boerderijenstichting Groningen, een prijs die de bedoeling heeft om de waarde van boerderijen als beeldbepalende elementen in het landschap onder de aandacht te brengen.
De Alberdaheerd is erkend als een rijksmonument. Bij de erkenning zijn ook drie zelfstandige objecten, die bij de boerderij horen, betrokken. Het betreft het bakhuis, dat op het erf staat, de theekoepel die op de singel tussen de grachten staat en een duivenhuis. De theekoepel werd omstreeks 1875 gebouwd en staat niet op een heuveltje, maar op acht houten staanders. Het huisje heeft een rieten tentdak. Ook het duivenhuis staat op staanders en heeft een zadeldak.

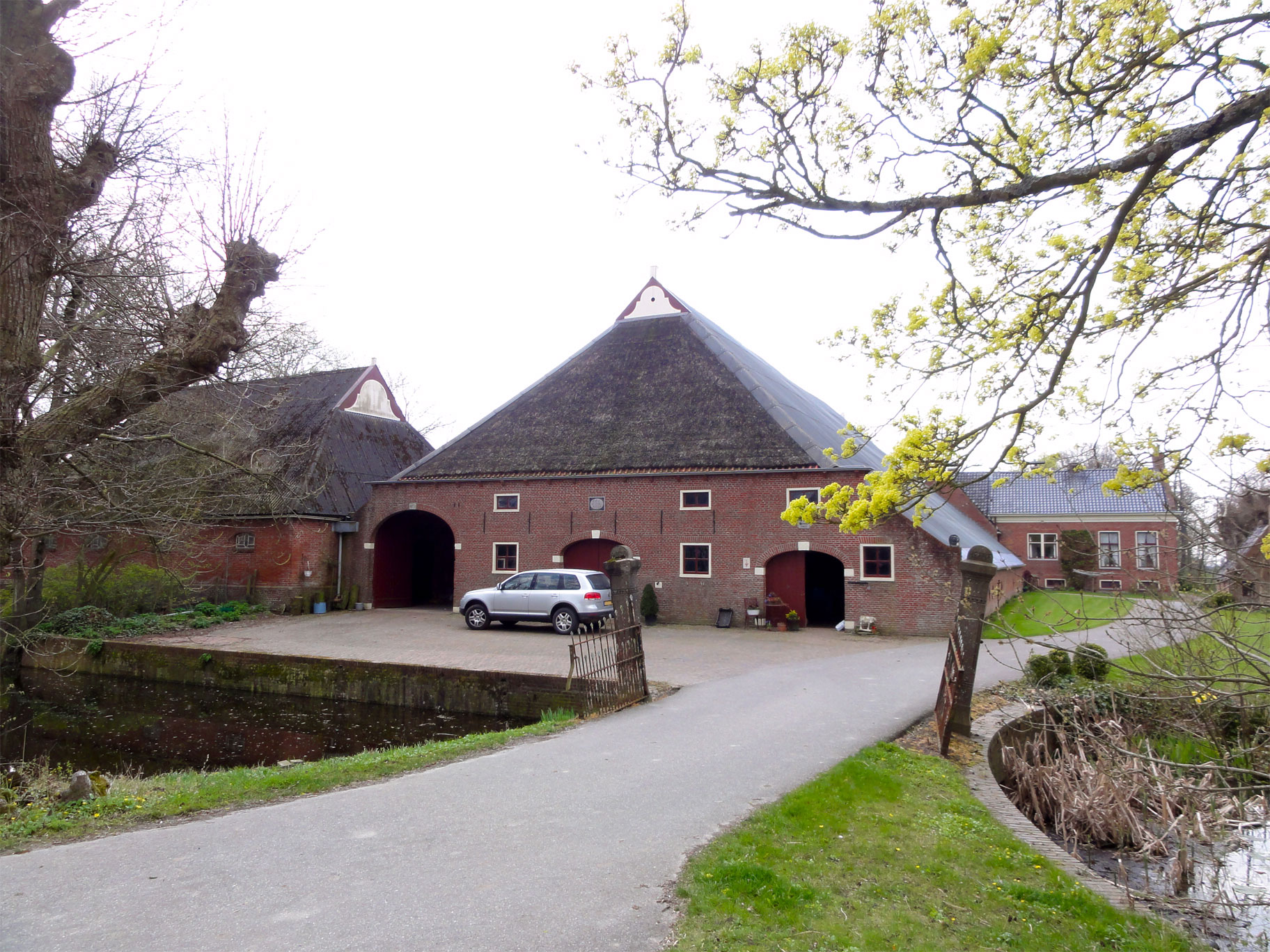
Achterzijde van de Alberdaheerd
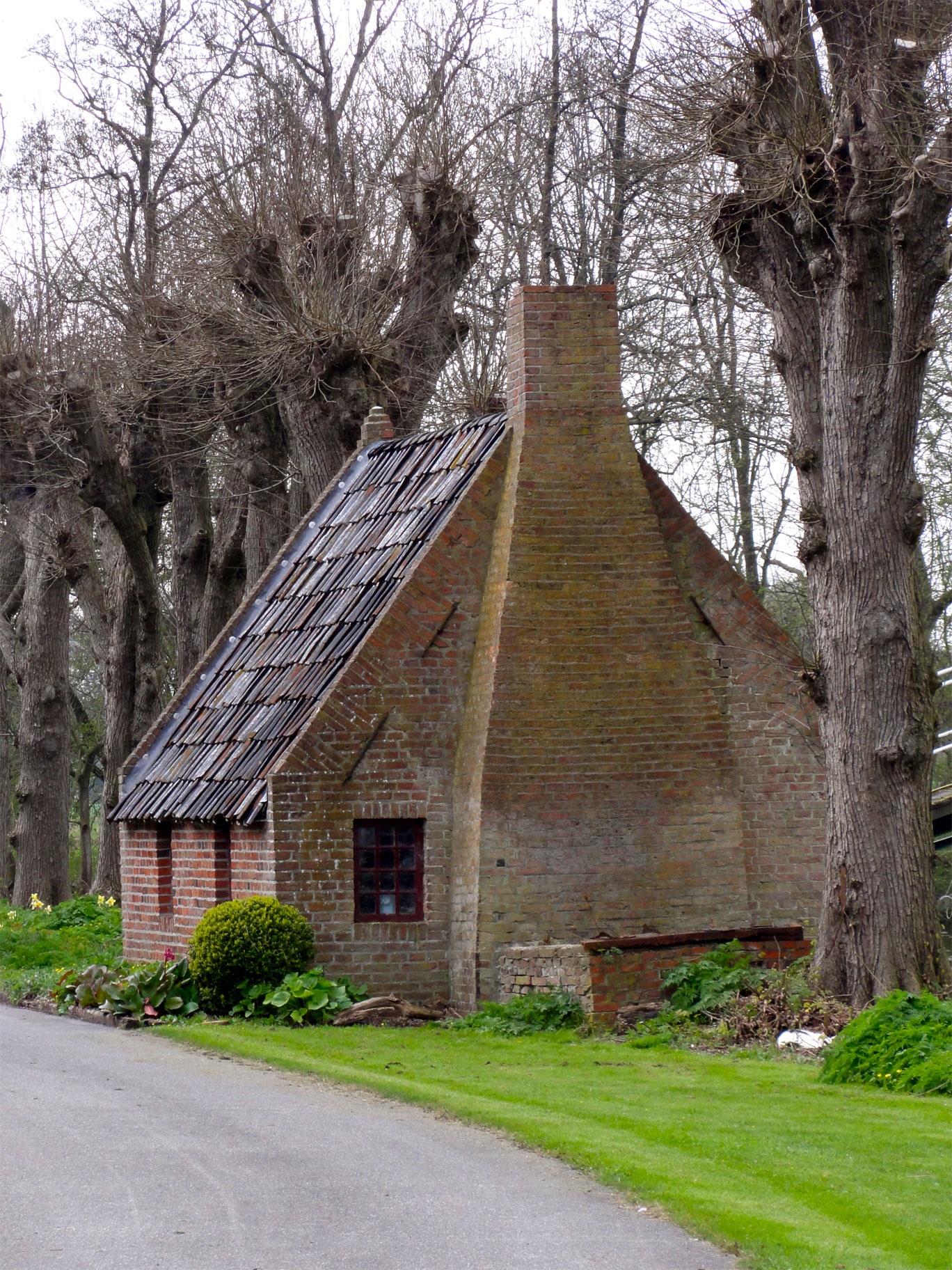
Het bakhuis op het erf
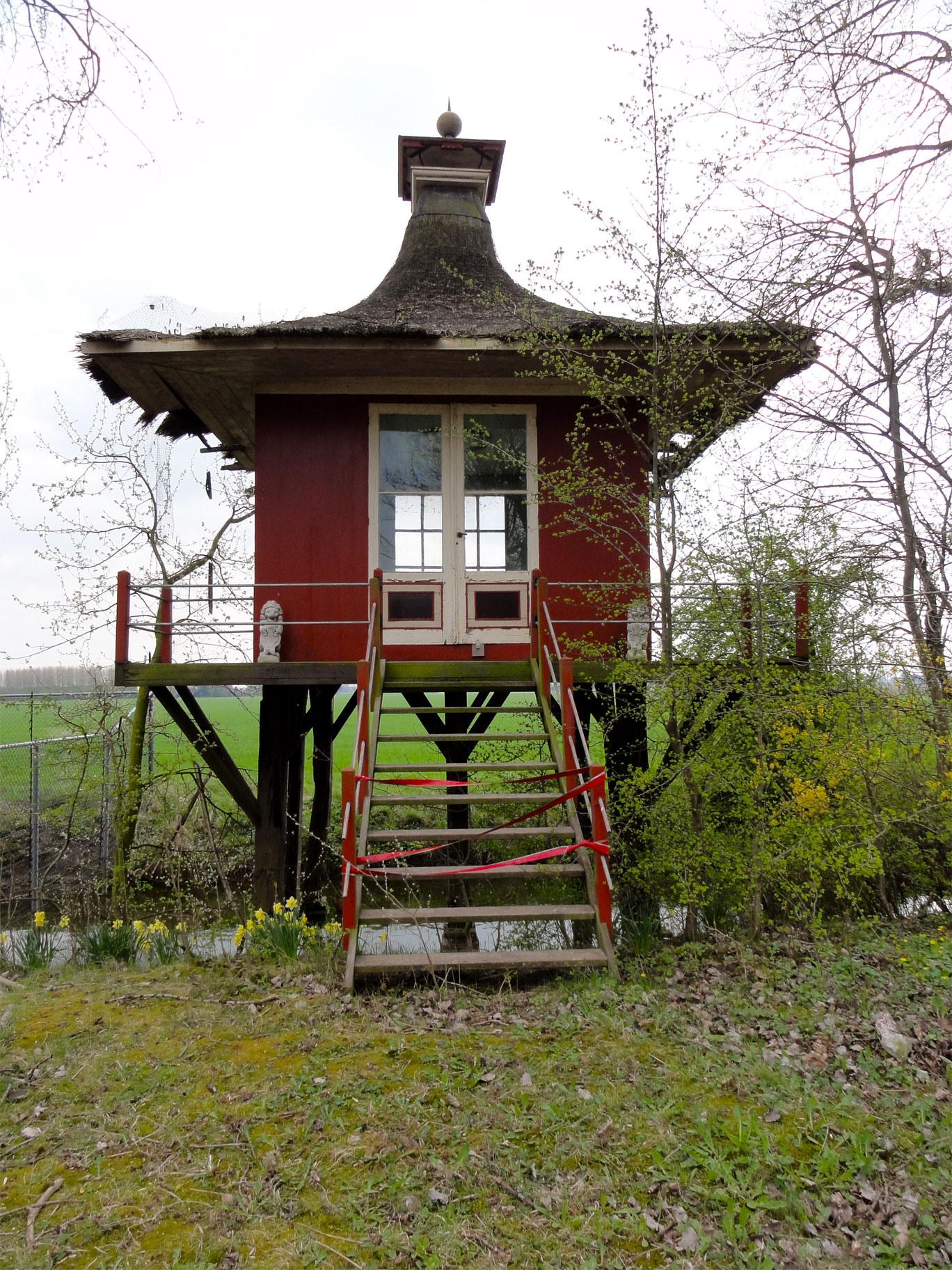
De theekoepel op de singel
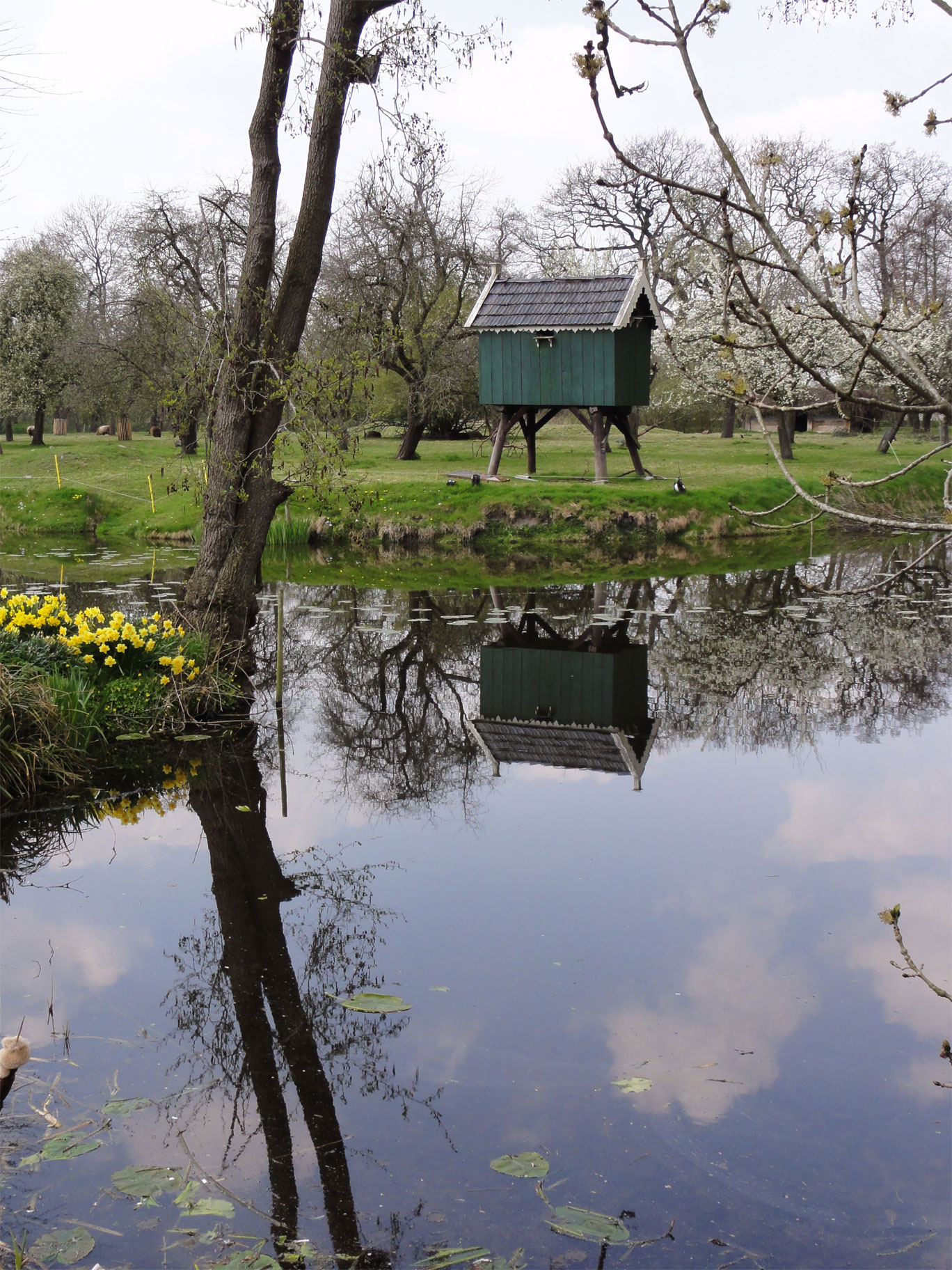
Het duivenhuis
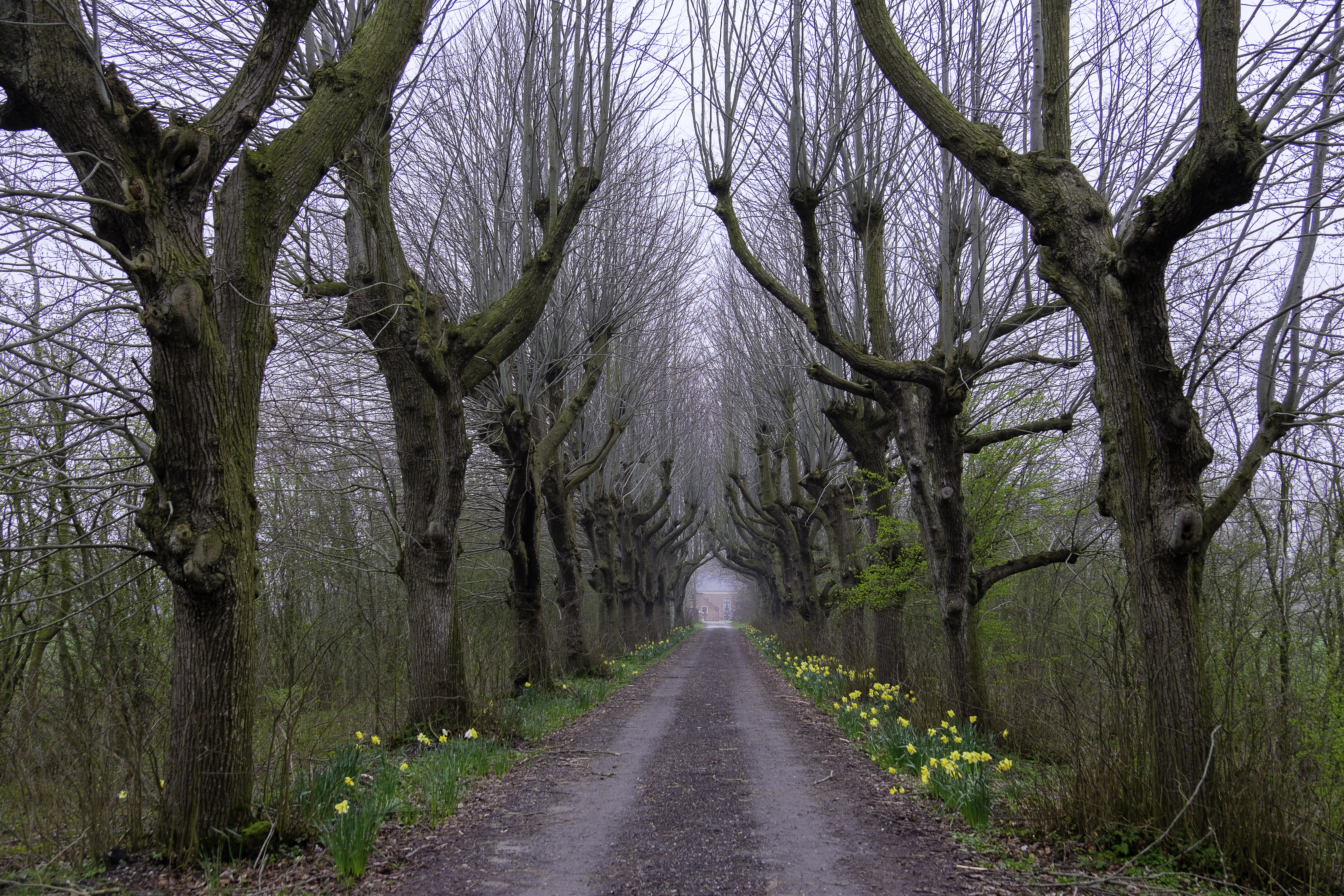
Boslaan aan oostzijde van de Alberdaheerd